# Hister falsus
Hister falsus är en skalbaggsart som beskrevs av Solskiy 1876. Hister falsus ingår i släktet Hister och familjen stumpbaggar. Inga underarter finns listade i Catalogue of Life.